# Metopoplus fixseni
Metopoplus fixseni là một loài bướm đêm trong họ Noctuidae.